# Élection présidentielle nigérienne de 1989
L'élection présidentielle nigérienne de 1989 a lieu le 10 décembre 1989 afin d'élire le président de la République du Niger.
Il s'agit de la première élection présidentielle depuis 1970, le coup d’État de 1974 ayant installé au pouvoir une junte militaire conduite par le général Seyni Kountché. Ce dernier meurt cependant en novembre 1987 d'une tumeur au cerveau, laissant le pouvoir au général Ali Saïbou, qui décide de mettre fin au régime militaire en amorçant une politique de « décrispation ». Le scrutin de 1989 fait ainsi suite à l'adoption d'une nouvelle Constitution par référendum en septembre, qui instaure le Mouvement national pour la société du développement (MNSD) comme parti unique. Ali Saibou est élu président de la République avec un taux de participation de 95,06 %, en l'absence de concurrents. Le MNSD remporte sans surprise les élections législatives organisées simultanément.
Ali Saibou prête serment le 18 décembre 1989 pour un mandat de sept ans.

## Résultats
|                          | Ali Saibou               | MNSD                     | 3 316 182 | 99,60 |  |  |
| Votes « contre »         | Votes « contre »         | Votes « contre »         | 13 472    | 0,40  |  |  |
|                          |                          |                          |           |       |  |  |
| Votes valides            | Votes valides            | Votes valides            | 3 329 654 | 99,84 |  |  |
| Votes blancs et nuls     | Votes blancs et nuls     | Votes blancs et nuls     | 5 259     | 0,16  |  |  |
| Total                    | Total                    | Total                    | 3 334 913 | 100   |  |  |
| Abstention               | Abstention               | Abstention               | 173 291   | 4,94  |  |  |
| Inscrits / participation | Inscrits / participation | Inscrits / participation | 3 508 204 | 95,06 |  |  |